# Pénzes P. Artúr
Pénzes P. Artúr (Borosjenő, 1899. október 1. – ?) költő, író.

## Életpályája
Az aradi Kölcsey Egyesület lírai pályázatán tűnt fel verseivel (1918), majd a Nyugatban jelentek meg újabb költeményei. 1924-től az Aradi Közlöny belső munkatársa. Nagy Dániellel együtt szerkesztett lapokat, ezek közlik folytatásokban később könyv alakban is megjelenő írásait. Az 1930-as években Magyarországra költözött.

## Munkássága
Latrokkal a Golgotán című verseskötete két különálló ciklusban (Árnyékként a hegy alatt és Elátkozott szívek lutriján) a költő üzenete a világnak, a magyarságnak, hogy még él, létezik.

### Kötetei
- Csendes harangok (versek, Budapest, 1917)
- Tónika (kisregény, Budapest, 1922)
- Latrokkal a Golgotán (versek, Arad, 1925)
- Gyónik a falu (versek, Arad, 1928)